# Kilifi County

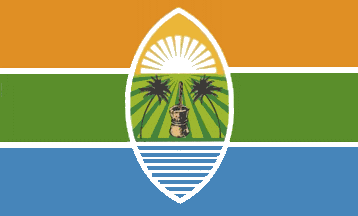
Flagge von Kilifi County

Kilifi County (bis 2010 Kilifi District) ist ein County in Kenia. Die Hauptstadt des Countys ist Kilifi. Im Kilifi County leben 1.453.787 Menschen (2019) auf 12.245,9 km².

## Gliederung
Der Kilifi County liegt nördlich/nordöstlich von Mombasa und ist in sieben Divisionen und drei Wahlkreise unterteilt. Die Wahlkreise sind Bahari, Ganze und Kaloleni.
| Divisionen |                      |            |
| Division   | Einwohnerzahl (1999) | Hauptstadt |
| Bahari     | 90.009               | Kilifi     |
| Bamba      | 35.852               | Bamba      |
| Chonyi     | 47.138               |            |
| Ganze      | 33.207               | Ganze      |
| Kaloleni   | 197.033              | Kaloleni   |
| Kikambala  | 97.898               | Mtwapa     |
| Vitengeni  | 43.159               | Vitengeni  |
| Gesamt     | 544.303              |            |

## Religion und Ethnien
Die in Kilifi hauptsächlich lebenden Ethnien werden als Mijikenda zusammengefasst. Die Mehrheit sind Muslime und Christen; darüber hinaus gibt es einige Anhänger afrikanischer Religionen und eine kleine Zahl von Hindus. In der Kultur der Mijikenda sind die Rituale der magischen Heiler (Swahili mganga, Plural waganga) fest verankert. Sie werden für die Diagnose von Krankheiten und bei sonstigen Problemen um Hilfe gebeten. Zu den magischen Praktiken gehören die beim Pepo-Kult aufgeführten Besessenheitstänze (ngoma za pepo).
Neben der Landessprache Kiswahili werden Mijikenda-Sprachen gesprochen.

## Ruinenstätte
Aus der Zeit der vorkolonialen arabischen Handelsniederlassungen blieben im Kilifi County mehrere Ruinenstätte erhalten. Unmittelbar südlich der Stadt Kilifi liegt die Ruinenstätte von Mnarani, bestehend aus den Überresten einer Swahili-Siedlung aus dem 14. Jahrhundert. Drei Kilometer südlich blieben Reste der im 15./16. Jahrhundert blühenden Siedlung Kitoka erhalten. Zwei weitere bekannte Ruinenstätte sind Gedi im Norden des County und im Süden Jumba la Mtwana aus dem 14. Jahrhundert.